# Christian Frederik Ernst Rantzau
Christian Frederik (Friedrich) Ernst Rantzau rigsgreve (von) Rantzau (5. juni 1747 i Blankenburg, Braunschweig – 11. februar 1806) var en tysk adelsmand i dansk hoftjeneste.
Rantzau var tysk rigsgreve af Rantzau-slægtens Schmoel-linje, søn af Anton Karl Wilhelm rigsgreve Rantzau (1704-1771). Han blev naturaliseret i Danmark. Han blev 1766 forst- og jagtjunker og i 1775 jægermester med ansvar for jagten i Københavns, Frederiksborg og Kronborg Amter, 1776 kammerherre og 1780 hvid ridder.
Han ejede Sandviggård i Hillerød. For at undgå nedrivning købte han i 1794 Eremitageslottet af staten . Men allerede i 1797 købte kongen imidlertid slottet tilbage.
I (14. juni 1776 i København) giftede han sig med Marie Margrethe Iselin (28. februar 1753 – 14. oktober 1814), datter af baron Reinhard Iselin. Han blev dog skilt fra hende og ægtede 21. oktober 1793 på Sandviggård Charlotte Wilhelmine von Huth (23. april 1772 i København – 3. januar 1819), der var datter af general Heinrich Wilhelm von Huth.